# Praça Afonso de Albuquerque

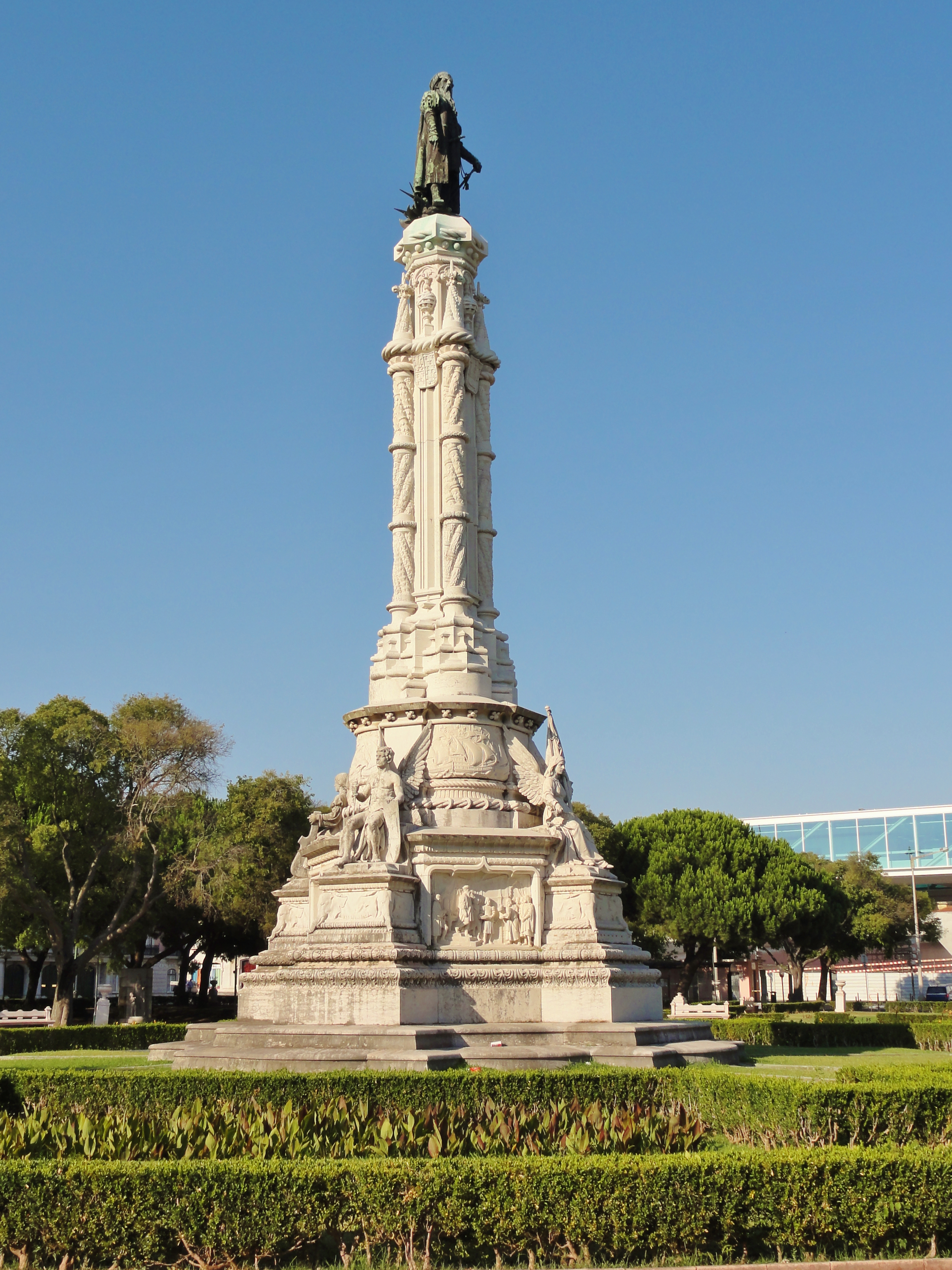
Jardim Afonso de Albuquerque na freguesia de Santa Maria de Belém em Lisboa, Portugal, com o novo Museu Nacional dos Coches (lado direito da foto)

A Praça Afonso de Albuquerque localiza-se em Lisboa. Recebeu o nome do segundo governador da Índia, Afonso de Albuquerque. Situa-se em Belém, perto do rio Tejo. Encontra-se nesta praça o Jardim Afonso de Albuquerque.
O Palácio Nacional de Belém, residência oficial do Presidente da República Portuguesa, situa-se no lado norte da praça.
Antigamente denominada Praça D. Fernando, viu, após a revolução republicana de 1910, o seu nome ser mudado para a denominação actual.

## Estátua de Afonso de Albuquerque

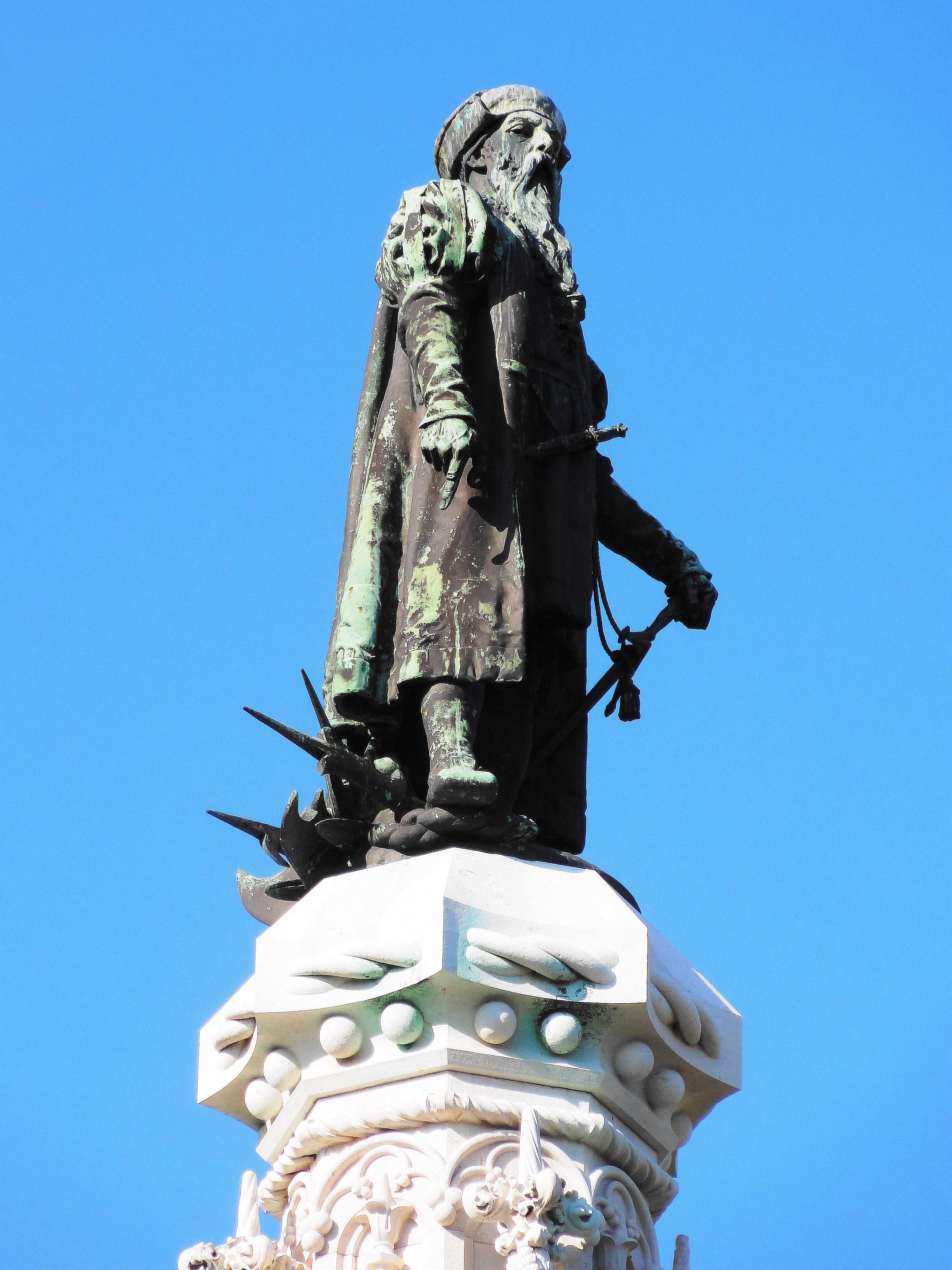
Estátua de Afonso de Albuquerque

No centro da praça, uma coluna neomanuelina exibe a estátua de Afonso de Albuquerque, com cenas da sua vida esculpidas na base. O monumento foi inaugurado em 3 de Outubro de 1902, erigido por um legado de Luz Soriano. A parte arquitectónica é de Silva Pinto e a escultural de Costa Motta. 
É uma estátua pedestre, de bronze, fundida no Arsenal do Exército, com 4 metros de altura. Assenta sobre uma coluna manuelina e tem na base quatro baixos relevos representando: 
1. Entrega das chaves de Goa pelo vice-rei da Índia;
2. Derrota dos Moiros em Malaca;
3. Recepção do Embaixador dos Reis de Narcinga;
4. Resposta de Albuquerque a oferta de dinheiro que lhe fizeram, significada na frase "é esta a moeda com que o Rei de Portugal paga os seus tributos".[1]